# Vulcain (bateau)
Le Vulcain (M611) est un bâtiment-base de plongeurs démineurs (BBPD) de la Marine nationale française. 

## Service
Il est basé à Cherbourg et affecté au 1er groupement de plongeurs démineurs (GPD Manche). Son numéro de coque est le M611. Sa ville marraine est Honfleur depuis le 16 mai 1987. Outre son équipage de navigation, peuvent être embarqués à bord 12 plongeurs, 1 médecin et 1 infirmier.